# Parafia Lincoln (Luizjana)
Parafia Lincoln (ang. Lincoln Parish) – parafia cywilna w stanie Luizjana w Stanach Zjednoczonych. Obszar całkowity parafii obejmuje powierzchnię 472,48 mil2 (1 223,71 km²). Według danych z 2010 r. parafia miała 46 735 mieszkańców. Parafia powstała w 1873 roku i nosi imię Abrahama Lincolna, szesnastego prezydenta Stanów Zjednoczonych.

## Sąsiednie parafie
- Parafia Union (północ)
- Parafia Ouachita (wschód)
- Parafia Jackson (południe)
- Parafia Bienville (południowy zachód)
- Parafia Claiborne (północny zachód)

## Miasta
- Dubach
- Grambling
- Ruston
- Vienna

## Wioski
- Choudrant
- Downsville
- Simsboro